# 山田亮
山田 亮（やまだ りょう、1974年〈昭和49年〉1月27日 - 2025年〈令和7年〉4月8日）は、日本のお笑いタレント。広島県広島市出身。吉本興業並びに吉本新喜劇に所属した。

## 人物・略歴
広島市立広島工業高等学校卒業。
1997年（平成9年）1月、新喜劇に入団。
平山昌雄と共に辻本茂雄の子分役を演じる事が多かったため、伊賀健二らと共に辻本ファミリーとも呼ばれていた時期がある。
出演の機会は多い方であったが、2010年（平成22年）頃よりなんばグランド花月（NGK）には1年半ほど、他の劇場でも丸2年ほど新喜劇の舞台には立っていなかった。これは山田の意思ではなく、辻本より「もう来るな」と言われたのが原因だと本人は語っている。
2012年（平成24年）8月、NGKの舞台に復帰（ただしこの時は新喜劇ではない）。
同年8月14日の『森田展義アワー』に出演した際には、10年間親しく付き合っていた辻本が出演する新喜劇を見ていなかったという。なお、辻本を怒らせるきっかけを作ったのは山田であり、謝罪はしたものの許しては貰えなかったと語った。
山田の語る所によれば、交通事故で入院している辻本の見舞いにいったことがきっかけで親しくなり、以後10年間非常に仲良く付き合っており、2008年（平成20年） - 2009年（平成21年）頃には半年間ほどは妻のいる辻本の家に同居し、家族のように付き合って居たほどであった。
また、新喜劇に出ていない時期は、布施の「QOO」と言う焼酎バーで働き生計をたてており、店長にまでのぼりつめた。
その他、芸人の鈴木つかさが、2008年（平成20年）11月5日のブログで「彼は辻本さんの頑張ってる姿は見ないで、辻本さんの財布ばっかり見ています。この時着てるものはパンツ、靴下、靴まで含めてフロム辻本さんらしいです。散髪までも辻本さんに払ってもらっている」と、生活面では辻本が多大な援助をしていたと語っている。まったく新喜劇に出なくなったわけではないが、奈良健康ランドで行われる若手座員中心のミニ新喜劇や祇園花月での新喜劇に出演していた。
2014年（平成26年）6月3日、NGKの吉本新喜劇（内場座長）に約3年半ぶりに出演。
2016年（平成28年）6月4日放送分、NGKの吉本新喜劇（小籔座長）に約2年ぶりに出演。
2025年4月8日、うっ血性心不全のため死去。51歳没。

## ギャグ
芝居を設定する場面で決め台詞の「○○たらどうや」（「素直になったらどうや」「許してやったらどうや」など）と言う時、独特のイントネーションで訛る。元々はたまたま舞台で声が上ずってしまったものを、誇張して行ってギャグとしたもの。
2009年（平成21年）現在は辻本演じる「茂造じいさん」がこのギャグを使っており、また、山田によるフリも必ずしも必要ではなくなっている。山田が奈良健康ランドなどで演じた時は、周囲の演者が、「元々は山田のギャグ」「色々と事情がある」などとフォローをいれてくれたことがあったという。なお2012年現在、このギャグは山田自身はテレビなどでは使いにくい状況にあるという。

## テレビ
準レギュラー
- よしもと新喜劇（毎日放送）
- サタうま!（関西テレビ） - 茂ちゃん軍団としてVTR出演[要出典]。